# AVR32
AVR32 — 32-битные микроконтроллеры архитектуры RISC, анонсированные фирмой Atmel в 2006 году. Призваны конкурировать с архитектурами фирмы ARM. Могут использоваться в КПК и других мобильных высокопроизводительных устройствах. Обладают примечательным соотношением производительность/тактовая частота. Имеют 2 семейства: AVR32 AP и AVR32 UC3.
Сходство с 8-битными контроллерами AVR — только в месте их разработки и средствах отладки, так как обе архитектуры были спроектированы норвежским университетом науки и технологии с участием Øyvind Strøm, аспирантами и процессорным архитектором Эриком Ренно, являющимся M.Sc в норвежском центре дизайна Atmel.

## Описание
Большинство инструкций выполняется за один такт. Арифметическое устройство может выполнять операции типа 32-бит * 16-бит + 48-бит за два цикла (результат задержки).
Архитектура AVR состоит из нескольких микроархитектур, более известные из них — это AVR32A и AVR32B, которые фиксируют особенности как конфигурации регистров, использование команд и данных кэша.

## Применение
Архитектура AVR32 используется исключительно в собственных продуктах Atmel. Впервые Atmel представила платформу на ядре AP7 на базе архитектуры AVR32B с 7-уровневым конвейером и кэшем. AP7000 поддерживал SIMD (одна инструкция и много данных) DSP (цифровой сигнальный процессор) на основе набора RISC-команд в дополнении к аппаратному ускорению Java. Платформа включала в себя устройство управления памятью (MMU) и поддерживала операционную систему Linux.

## Устройства

### Ядро AP7
- AT32AP7000
- AT32AP7001
- AT32AP7002

### Ядро UC3
- Серия UC3A0/1 — выполняет 91 Dhrystone MIPS (DMIPS) при 66 МГц (1 flash wait-state) и потребление 40 мА при 3,3 В
  - AT32UC3A0128
  - AT32UC3A0256
  - AT32UC3A0512
  - AT32UC3A1128
  - AT32UC3A1256
  - AT32UC3A1512

- Серия UC3A3256/128/64 — выполняет 91 Dhrystone MIPS (DMIPS) при 66 МГц и потреблении 40 mA при 3,3 В.
  - AT32UC3A3256

- Серия UC3B — выполняет 72 Dhrystone MIPS (DMIPS) при 60 MHz и потреблении 23 мА при 3,3 В.
  - AT32UC3B0256
  - AT32UC3B0128
  - AT32UC3B064
  - AT32UC3B1256
  - AT32UC3B1128

- UC3L064/32/16 — выполняет 64 Dhrystone MIPS (DMIPS) при 50 МГц и потреблении 15 мА при 1,8 В.
  - AT32UC3AL064/32/16

## Характеристики модели AT32AP7000
- Розничная цена — около 25 $.
- Принадлежит семейству AVR32 AP.
- 186 RISC-инструкций и 7-ступенчатый конвейер.
- Инструкции цифрового сигнального процессора.
- Тактовая частота — до 200 МГц.
- Производительность — до 295 миллионов операций в секунду.
- LCD контроллер 2048 x 2048.
- Аудиоконтроллер AC97.
- Интерфейс светочувствительной КМОП-матрицы.
- Интерфейсы SD / MMC, NAND Flash, Compact Flash.
- 2 Ethernet MAC 10/100.
- USB-интерфейс и элементы USB-устройства.
- 4 UART.
- 3 таймера.
- 32 Кбайта встроенной статической оперативной памяти.

## Критика
Atmel является разработчиком и производителем продукта и производит AVR32 монопольно. Микроконтроллеры ARM производят конкурирующие между собой фирмы — Analog Devices, Atmel, Philips, Texas Instruments, STMicroelectronics, Winbond и другие — корпорация ARM, в отличие от Atmel, только разрабатывает архитектуры и продаёт лицензии на производство.